# Westhouse
Pour les articles homonymes, voir Westhouse.
Westhouse (Weschthüse en alsacien, Westhausen en allemand) est une commune française située entre Strasbourg et Sélestat, dans la circonscription administrative du Bas-Rhin et, depuis le 1er janvier 2021, dans le territoire de la Collectivité européenne d'Alsace, en région Grand Est.
Cette commune se trouve dans la région historique et culturelle d'Alsace.

## Géographie

### Localisation
Située en plein cœur de la Plaine d'Alsace, dans le canton d'Erstein et l'arrondissement de Sélestat-Erstein à l'intersection des routes départementales D 206 et D 213. Westhouse est entourée des villages d'Uttenheim, Benfeld, Sand, Kertzfeld et Valff. La Scheer coule au sud et à l'est du village, l'Andlau borde l'ouest du ban communal, aux confins du Bruch de l'Andlau, zone caractérisée par sa forêt de plaine et ses prairies humides.
La localité est desservie par la route départementale 1083 et le services de transports collectifs du réseau Fluo Grand Est (ligne routière interurbaine 263 et gare ferroviaire de Benfeld).

### Communes limitrophes
|            | Niedernai | Bolsenheim |
| Valff      | Westhouse | Uttenheim  |
| Zellwiller | Kertzfeld | Sand       |

### Hydrographie

#### Réseau hydrographique
La commune est dans le bassin versant du Rhin au sein du bassin Rhin-Meuse. Elle est drainée par l'Andlau, le ruisseau la Scheer, le ruisseau la Kirneck et la Fosse Neugraben,.
L'Andlau, d'une longueur de 42 km, prend sa source dans la commune de Le Hohwald et se jette  dans l'Ill à Illkirch-Graffenstaden, après avoir traversé 21 communes. 
La Scheer, d'une longueur de 40 km, prend sa source dans la commune de Scherwiller et se jette  dans l'Andlau à Fegersheim, après avoir traversé 20 communes. 
La Kirneck, d'une longueur de 18 km, prend sa source dans la commune de Barr et se jette  dans l'Andlau sur la commune, après avoir traversé sept communes. 

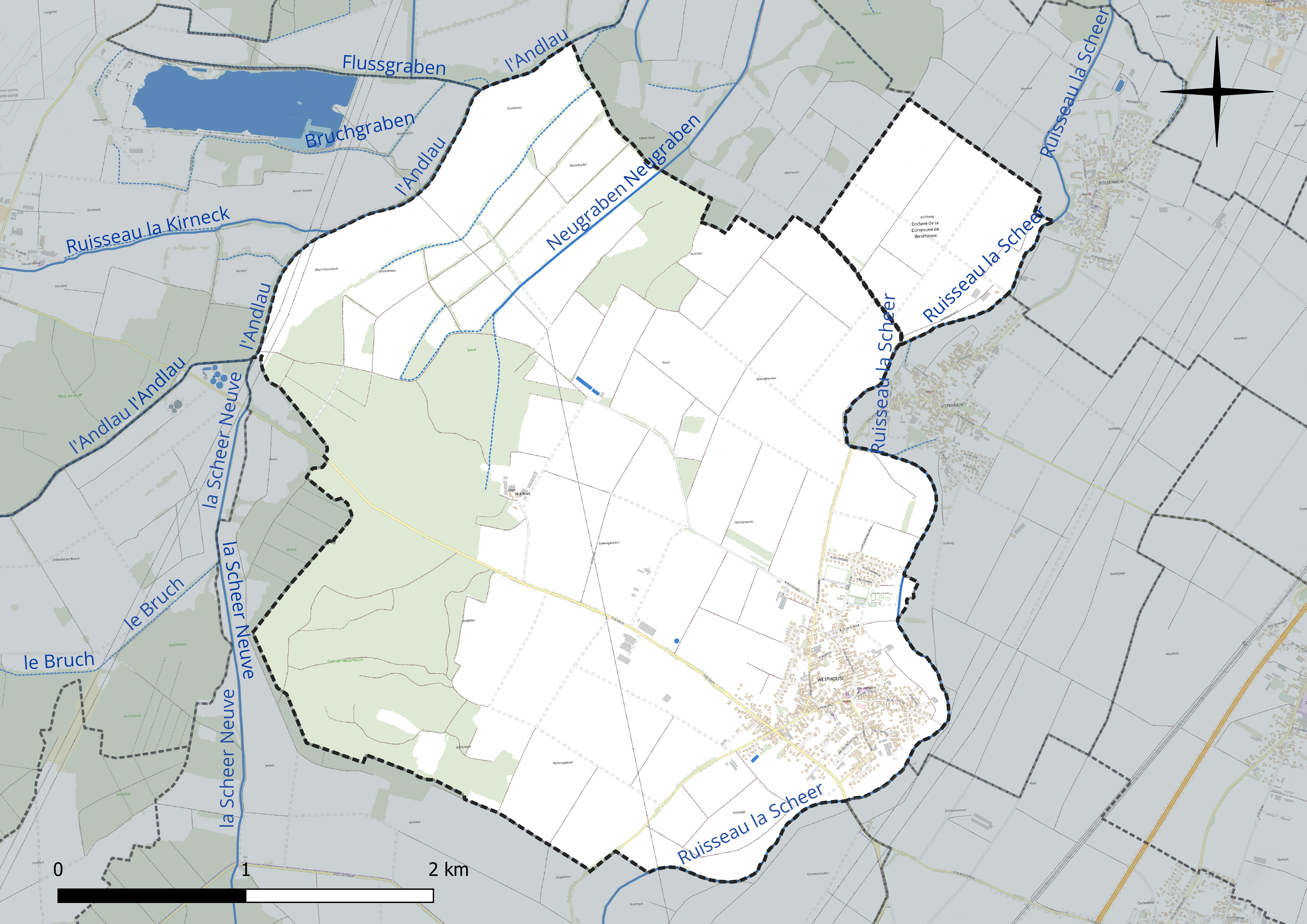
Réseau hydrographique de Westhouse.

#### Gestion et qualité des eaux
Le territoire communal est couvert par le schéma d'aménagement et de gestion des eaux (SAGE) « Ill Nappe Rhin ». Ce document de planification concerne la nappe phréatique rhénane, les cours d'eau de la plaine d'Alsace et du piémont oriental du Sundgau, les canaux situés entre l'Ill et le Rhin et les zones humides de la plaine d'Alsace. Le périmètre s’étend sur 3 596 km2. Il a été approuvé le 17 janvier 2005. La structure porteuse de l'élaboration et de la mise en œuvre est la région Grand Est. 
La qualité des cours d’eau peut être consultée sur un site dédié géré par les agences de l’eau et l’Agence française pour la biodiversité. 

### Climat
Pour des articles plus généraux, voir Climat du Grand Est et Climat du Bas-Rhin.
En 2010, le climat de la commune est de type climat des marges montargnardes, selon une étude du Centre national de la recherche scientifique s'appuyant sur une série de données couvrant la période 1971-2000. En 2020, Météo-France publie une typologie des climats de la France métropolitaine dans laquelle la commune est exposée à un climat semi-continental et est dans la région climatique  Alsace, caractérisée par une pluviométrie faible, particulièrement en automne et en hiver, un été chaud et bien ensoleillé, une humidité de l’air basse au printemps et en été, des vents faibles et des brouillards fréquents en automne (25 à 30 jours). 
Pour la période 1971-2000, la température annuelle moyenne est de 10,5 °C, avec une amplitude thermique annuelle de 17,7 °C. Le cumul annuel moyen de précipitations est de 597 mm, avec 7,7 jours de précipitations en janvier et 9,7 jours en juillet. Pour la période 1991-2020, la température moyenne annuelle observée sur la station météorologique de Météo-France la plus proche, « Strasbourg-Entzheim », sur la commune d'Entzheim à 16 km à vol d'oiseau, est de 11,4 °C et le cumul annuel moyen de précipitations est de 635,7 mm. 
La température maximale relevée sur cette station est de 38,9 °C, atteinte le 25 juillet 2019 ; la température minimale est de −23,6 °C, atteinte le 23 janvier 1942,,. 
Les paramètres climatiques de la commune ont été estimés pour le milieu du siècle (2041-2070) selon différents scénarios d'émission de gaz à effet de serre à partir des nouvelles projections climatiques de référence DRIAS-2020. Ils sont consultables sur un site dédié publié par Météo-France en novembre 2022.

### Galerie

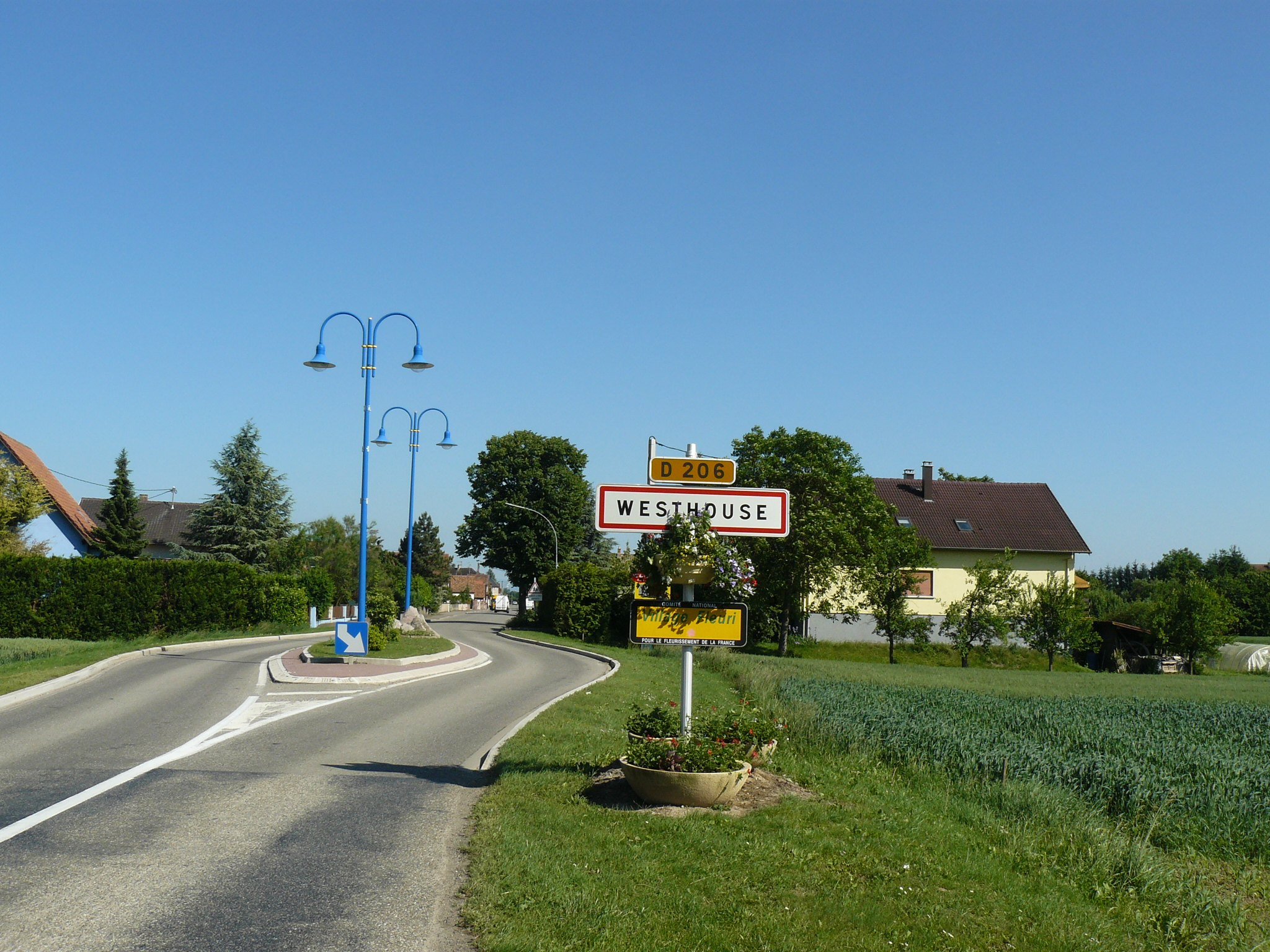
Entrée du village de Westhouse.
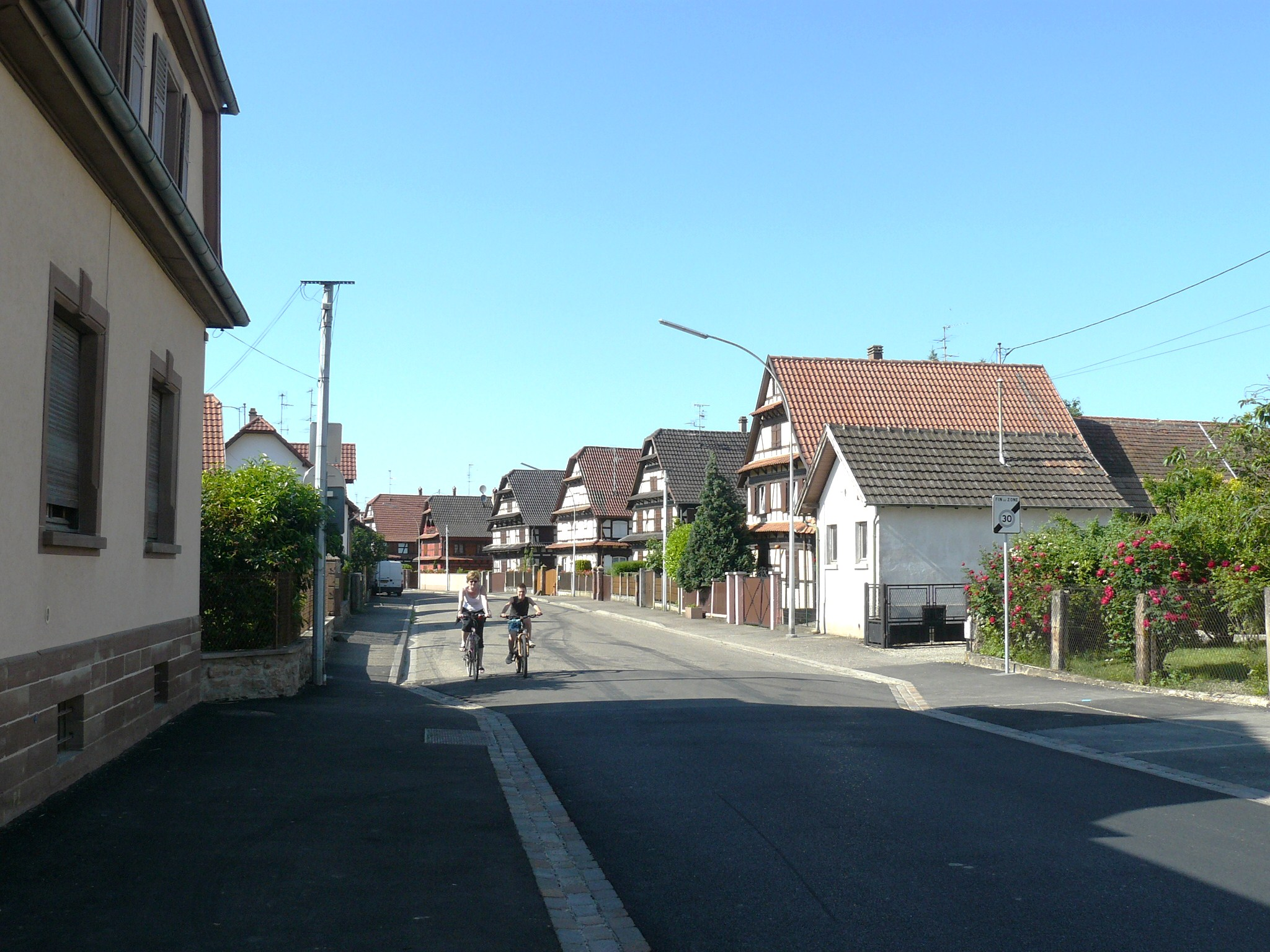
L'artère principale du village de Westhouse.
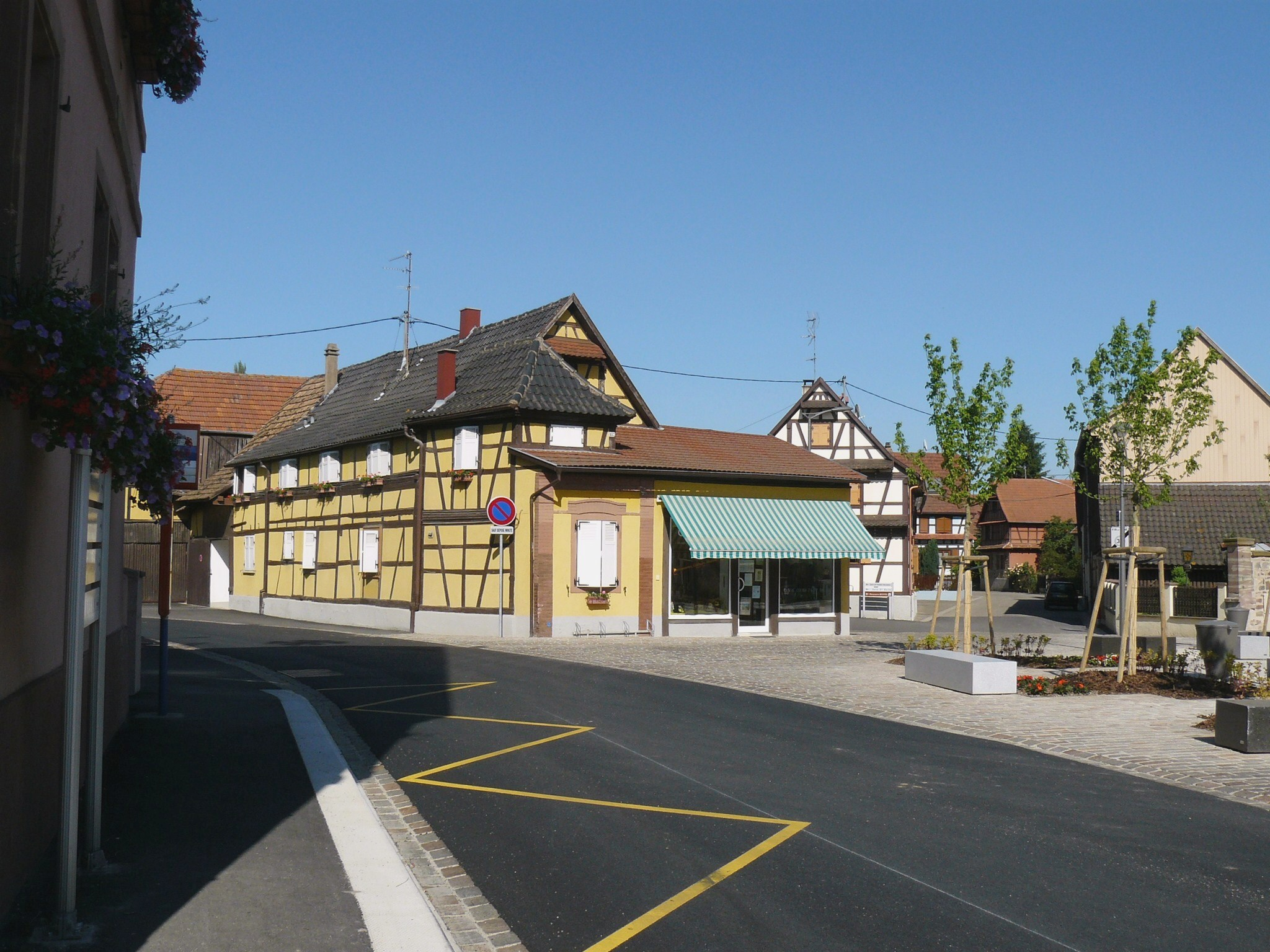
Maison à colombages.
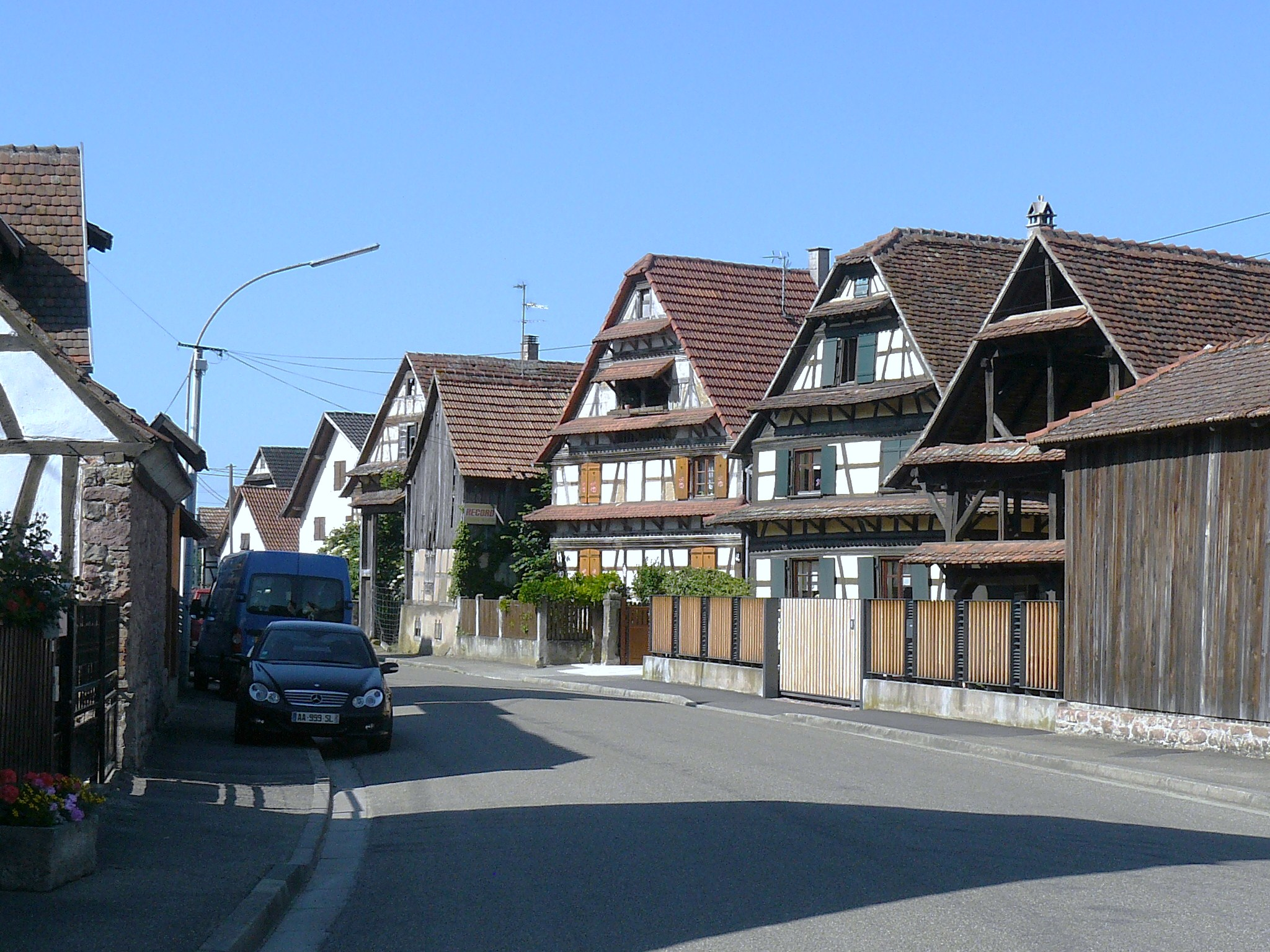
Maisons à colombages.
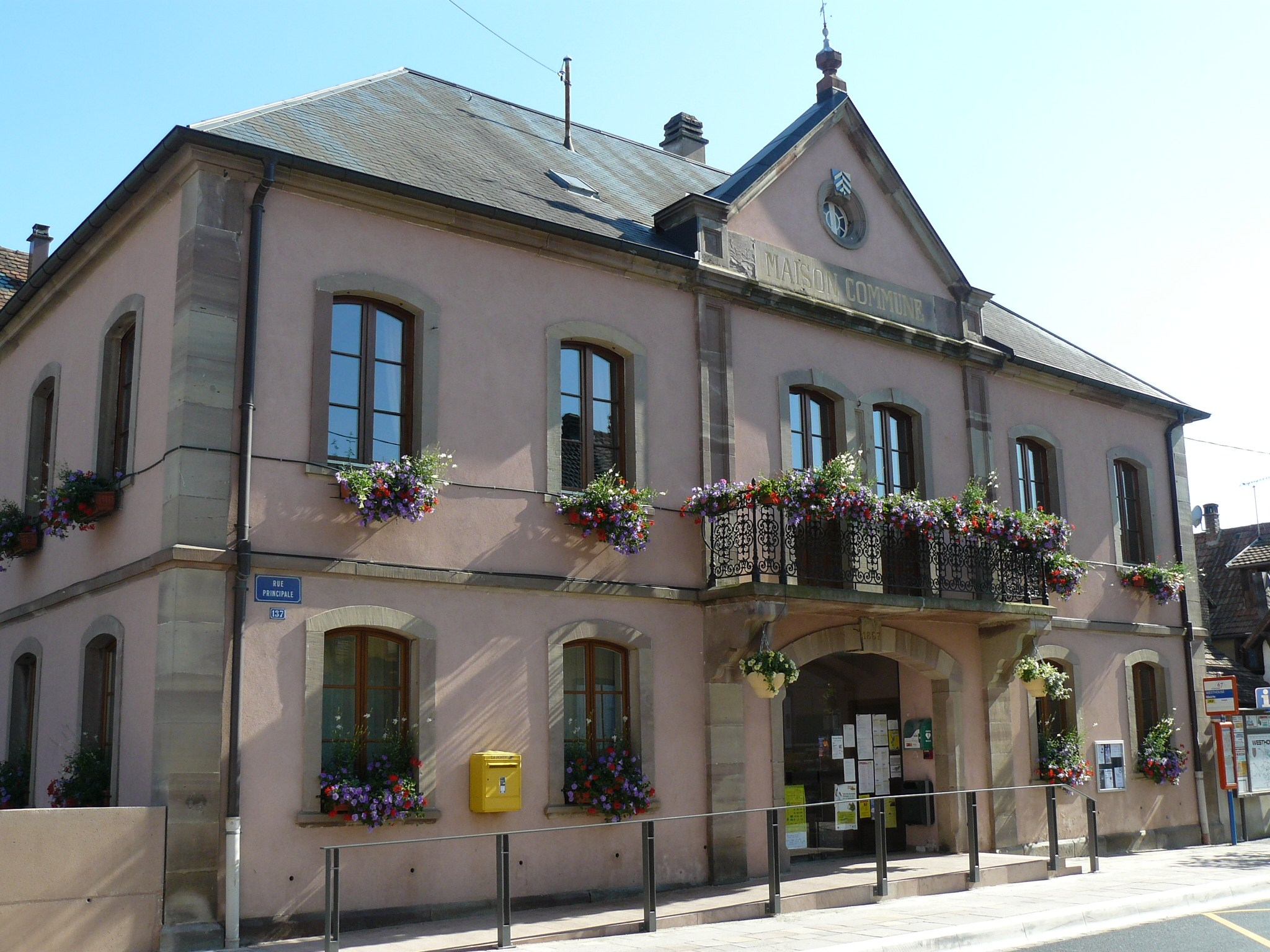
La mairie.

## Urbanisme

### Typologie
Au 1er janvier 2024, Westhouse est catégorisée ceinture urbaine, selon la nouvelle grille communale de densité à sept niveaux définie par l'Insee en 2022.
Elle est située hors unité urbaine. Par ailleurs la commune fait partie de l'aire d'attraction de Strasbourg (partie française), dont elle est une commune de la couronne,. Cette aire, qui regroupe 268 communes, est catégorisée dans les aires de 700 000 habitants ou plus (hors Paris),.

### Occupation des sols
L'occupation des sols de la commune, telle qu'elle ressort de la base de données européenne d’occupation biophysique des sols Corine Land Cover (CLC), est marquée par l'importance des territoires agricoles (71,8 % en 2018), une proportion sensiblement équivalente à celle de 1990 (72,1 %). La répartition détaillée en 2018 est la suivante : 
terres arables (63,5 %), forêts (21,7 %), prairies (8,4 %), zones urbanisées (6,5 %). L'évolution de l’occupation des sols de la commune et de ses infrastructures peut être observée sur les différentes représentations cartographiques du territoire : la carte de Cassini (XVIIIe siècle), la carte d'état-major (1820-1866) et les cartes ou photos aériennes de l'IGN pour la période actuelle (1950 à aujourd'hui).

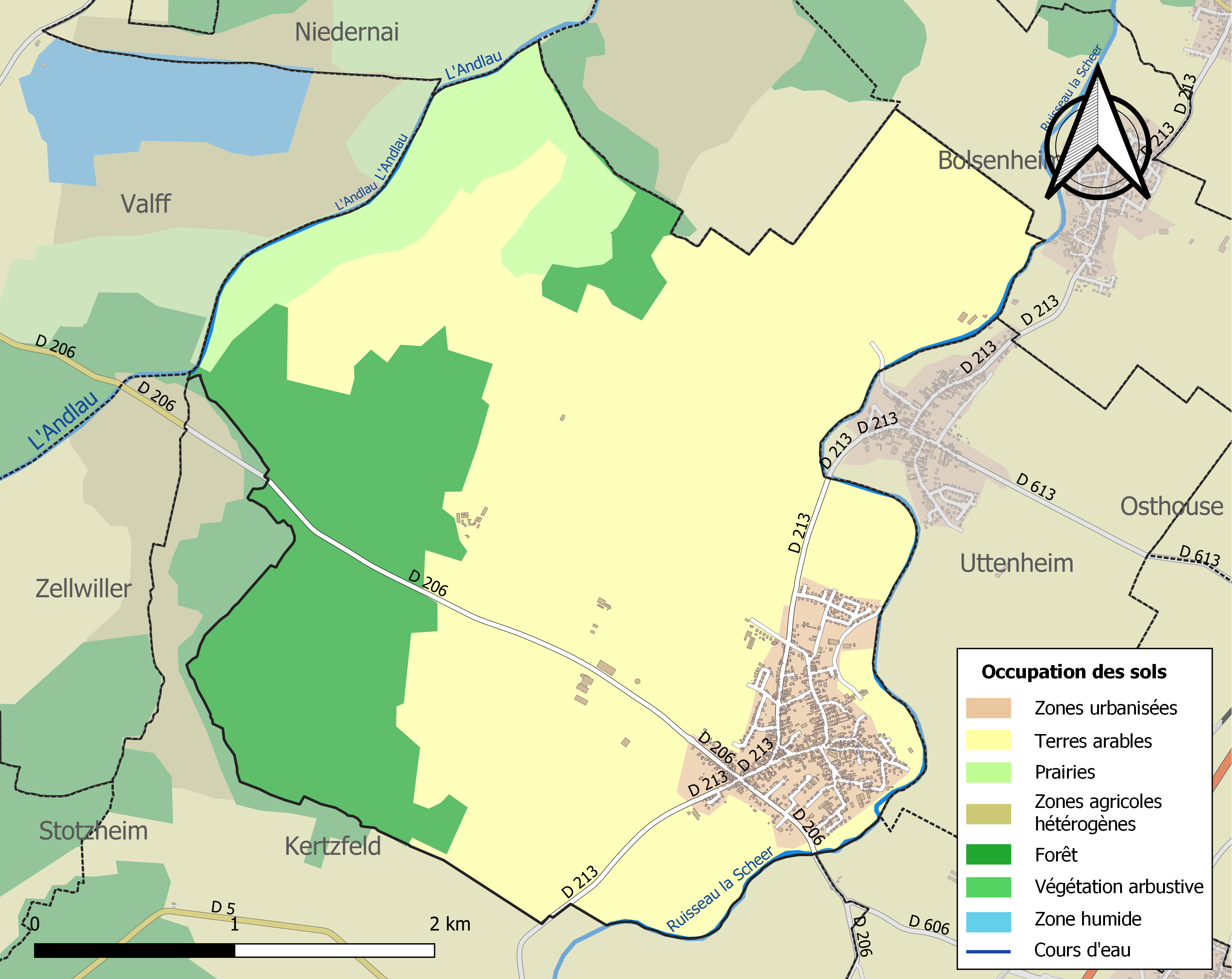
Carte des infrastructures et de l'occupation des sols de la commune en 2018 (CLC).

## Toponymie
- Du germanique West « ouest » + hausen « maisons », francisé en house.
- Westhusen (1204), Vesthausen (1793), Westhausen (1801).

## Histoire
La commune est déjà occupée dès les premiers siècles de notre ère par les troupes romaines qui vont y établir un important centre administratif. En 1139, le couvent de Gengenbach possède des biens dans la commune ainsi que l'abbaye de Honcourt à partir de 1162.
Vers le XIe siècle, le village de Weshouse fait partie des biens appartenant aux Habsbourg qui le cèdent en fief en 1278 au chevalier de Graiffenstein (originaire de Saverne). Dès le XIIe siècle, les barons de Westhausen contrôlent une partie du village, l'autre partie étant échue aux nobles des Rathsamhausen zum Stein.
Le village restera sous la dépendances des Rathsamhausen de 1369 à 1689. En 1706, le comte de Wurmser dernier seigneur du fief, y possède un château qui sera transformé en ferme après la Révolution. En 1648, le traité de Westphalie qui met fin à la guerre de Trente Ans transfère les droits des Habsbourg à la France. Une église romane du XIè siècle se trouvait au centre d'un cimetière fortifié et entouré d'un fossé, dont il subsiste des vestiges avec la nouvelle église érigée à la fin du XIXe siècle. Westhouse possédait une synagogue construite en 1856 et détruite lors de la Seconde Guerre mondiale. Le village a de nombreuses fermes dont beaucoup datent du XVIIIe siècle.

## Politique et administration

### Liste des maires
| Période                                  | Période  | Identité                | Étiquette | Qualité                                                                                |
| ---------------------------------------- | -------- | ----------------------- | --------- | -------------------------------------------------------------------------------------- |
| Les données manquantes sont à compléter. |          |                         |           |                                                                                        |
| 1791                                     | 1792     | Aaron GROSS             |           |                                                                                        |
| 1792                                     | 1793     | Johannes SUR            |           |                                                                                        |
| 1793                                     | 1798     | Gottfried KORNMANN      |           |                                                                                        |
| 1798                                     | 1811     | Ludwig MULLER           |           |                                                                                        |
| 1811                                     | 1816     | Joseph BARTHELME        |           |                                                                                        |
| 1816                                     | 1826     | Ignace BECHTEL          |           |                                                                                        |
| 1826                                     | 1837     | Dominique DANGELO       |           |                                                                                        |
| 1837                                     | 1865     | Jean-Joseph BARTHELME   |           |                                                                                        |
| 1865                                     | 1881     | Joseph BARTHELME (fils) |           |                                                                                        |
| 1881                                     | 1888     | Auguste RIEHL           |           |                                                                                        |
| 1888                                     | 1896     | Eugène SCHEER           |           |                                                                                        |
| 1896                                     | 1919     | Auguste HERTZOG         |           |                                                                                        |
| 1919                                     | 1940     | Alphonse RINGEISEN      |           |                                                                                        |
| 1941                                     | 1942     | Armand JEHL             |           | Ortsgruppenleiter (responsable non élu, désigné par les autorités allemandes en place) |
| 1942                                     | 1944     | Joseph SCHEER           |           | Ortsgruppenleiter (responsable non élu, désigné par les autorités allemandes en place) |
| 1944                                     | 1944     | Charles LANDMANN        |           | Ortsgruppenleiter (responsable non élu, désigné par les autorités allemandes en place) |
| 1944                                     | 1945     | Félix DOTTER            |           | Ortsgruppenleiter (responsable non élu, désigné par les autorités allemandes en place) |
| 1945                                     | 1949     | Céleste WISSENMEYER     |           |                                                                                        |
| 1949                                     | 1965     | Joseph ANGELO           |           |                                                                                        |
| 1965                                     | 1981     | Antoine HUCK            |           |                                                                                        |
| 1981                                     | 1982     | Charles HUCK            |           | Adjoint ayant assuré l'intérim jusqu'au 11 janvier 1982                                |
| 1982                                     | 2001     | Raymond SPECHT          |           |                                                                                        |
| 2001                                     | 2020     | Claude WISSENMEYER      |           | Cadre de la fonction publique d'Etat                                                   |
| 2020                                     | En cours | Christian STRIEBEL      |           | Retraité                                                                               |

## Population et société

### Démographie
L'évolution du nombre d'habitants est connue à travers les recensements de la population effectués dans la commune depuis 1793. Pour les communes de moins de 10 000 habitants, une enquête de recensement portant sur toute la population est réalisée tous les cinq ans, les populations de référence des années intermédiaires étant quant à elles estimées par interpolation ou extrapolation. Pour la commune, le premier recensement exhaustif entrant dans le cadre du nouveau dispositif a été réalisé en 2005.

En 2022, la commune comptait 1 638 habitants, en évolution de +7,34 % par rapport à 2016 (Bas-Rhin : +3,17 %, France hors Mayotte : +2,11 %).
| 1793 | 1800 | 1806 | 1821  | 1831  | 1836  | 1841  | 1846  | 1851  |
| ---- | ---- | ---- | ----- | ----- | ----- | ----- | ----- | ----- |
| 803  | 658  | 933  | 1 022 | 1 224 | 1 258 | 1 221 | 1 260 | 1 278 |

| 1856  | 1861  | 1866  | 1871  | 1875  | 1880  | 1885  | 1890  | 1895  |
| ----- | ----- | ----- | ----- | ----- | ----- | ----- | ----- | ----- |
| 1 266 | 1 264 | 1 261 | 1 238 | 1 185 | 1 241 | 1 211 | 1 141 | 1 145 |

| 1900  | 1905  | 1910  | 1921 | 1926  | 1931 | 1936 | 1946 | 1954 |
| ----- | ----- | ----- | ---- | ----- | ---- | ---- | ---- | ---- |
| 1 100 | 1 096 | 1 067 | 977  | 1 021 | 988  | 972  | 946  | 921  |

| 1962 | 1968 | 1975 | 1982 | 1990  | 1999  | 2005  | 2006  | 2010  |
| ---- | ---- | ---- | ---- | ----- | ----- | ----- | ----- | ----- |
| 932  | 941  | 922  | 953  | 1 170 | 1 351 | 1 382 | 1 375 | 1 398 |

| 2015  | 2020  | 2022  | - | - | - | - | - | - |
| ----- | ----- | ----- | - | - | - | - | - | - |
| 1 545 | 1 599 | 1 638 | - | - | - | - | - | - |

### Associations locales
- Amicale des donneurs de sang
- Amicale des sapeurs-pompiers
- Association des Amis de la Chapelle du Holzbad
- Association des Parents d'Élèves de Westhouse (APEW)
- Association Sportive de Westhouse (ASW) - football
- Bibliothèque
- Chorale Clé des Chants de Westhouse
- Chorale Sainte-Cécile de Westhouse
- Comité de gestion de la salle polyvalente
- Étoile Sportive Westhouse (ESW) - basket-ball

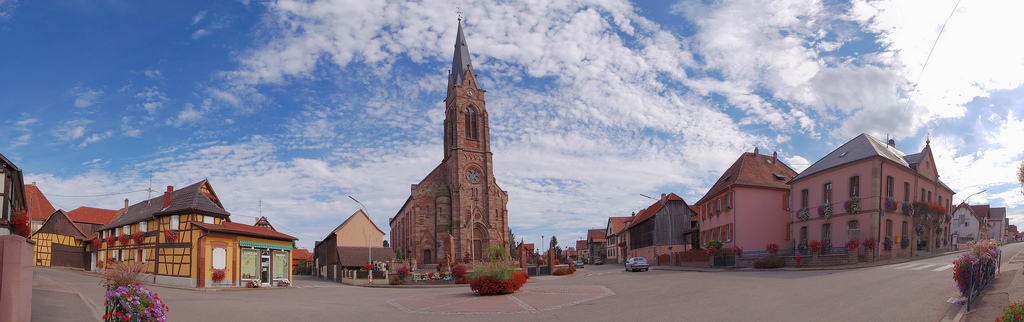
Vue panoramique de la place du village.

- Musique Harmonie de Westhouse
- Nature Ried
- Panda-club (randonnée)
- Pétanque-club de la Scheer
- Tennis-Club de Westhouse (TCW)

## Économie
Commune essentiellement agricole, elle est établie au milieu des champs où l'on cultive le maïs, le blé, le tabac et les betteraves sucrières pour l'essentiel.
La commune compte par ailleurs plusieurs artisans (menuisier, électricien) ou entreprises de services (transport, terrassement ou battage agricole), ainsi que quelques commerces de proximité (boulanger-pâtissier, coiffeur, esthéticiennes).
L'absence d'industrie et de zone artisanale confèrent à cette commune le calme d'une commune dortoir, à mi-chemin entre Strasbourg et Sélestat.

## Culture locale et patrimoine

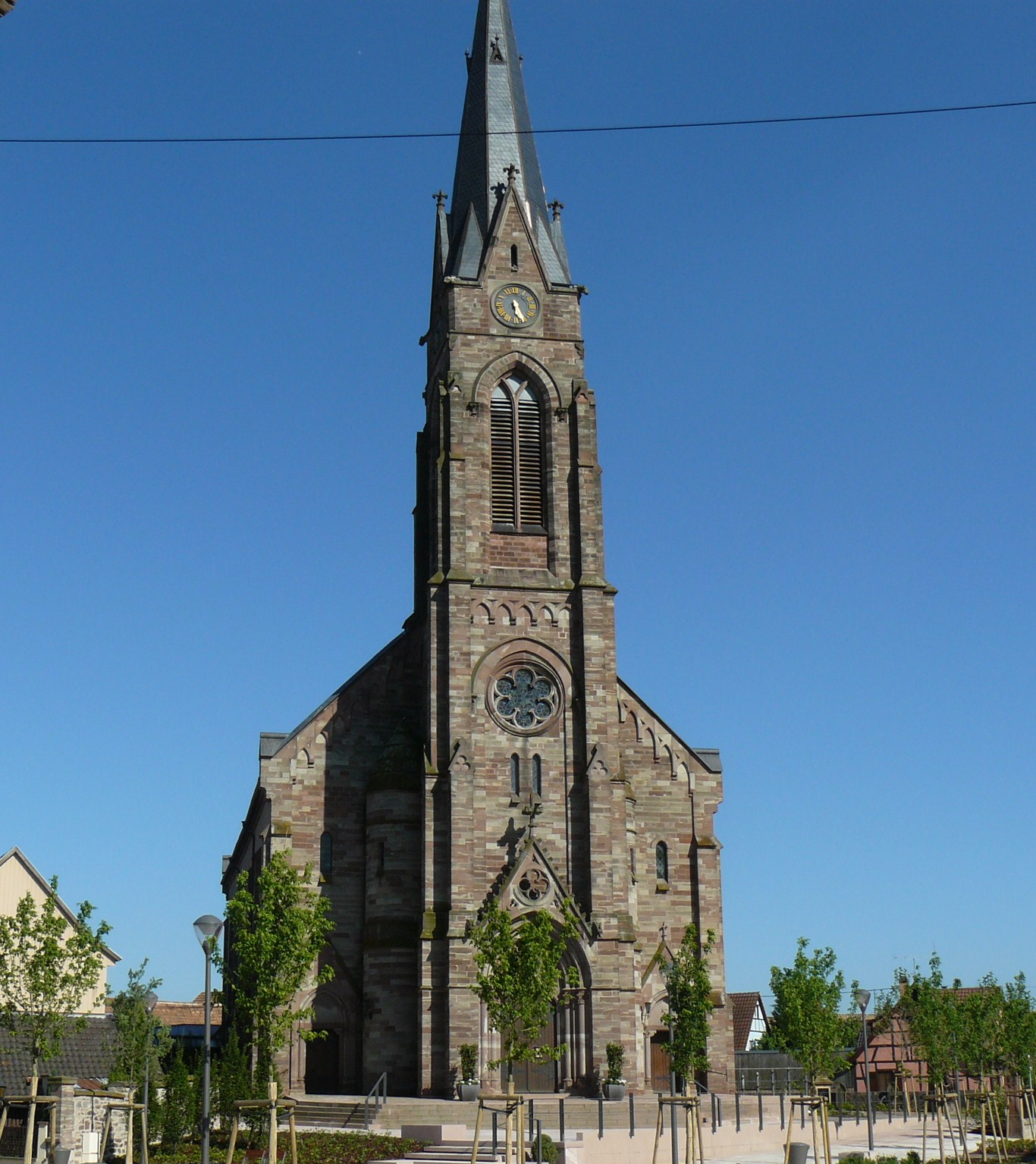
Église Saint-Matthieu (1895).

### Lieux et monuments

#### Église Saint-Matthieu
La première église date du XIe siècle. Un peu plus tard, on entoura l'église d'un cimetière fortifié et d'un large fossé. Ce fossé fut remblayé entre 1848 et 1860]. Au cours des siècles, l'église de Westhouse va subir de nombreuses transformations : le bas de la tour remonte au XIe siècle, la nef et le chœur ont été aménagés entre 1720-1724. À plusieurs reprises, la foudre s'abattra sur le clocher nécessitant autant de réparations. Pendant la Révolution, la grande croix du clocher est descendue conformément aux nouvelles instructions bannissant tout objet du culte. Petit à petit, l'église de Westhouse tomba à l'abandon.
À partir de 1860, l'abbé Foessel originaire de Meistratzheim décida de relever le défi en reconstruisant une nouvelle église. Mais les choses traînèrent jusqu'en 1878 avec l'exhumation des tombes qui se trouvaient dans le cimetière à côté de l'ancienne église pour les transférer vers le nouveau cimetière. Ce n'est finalement qu'en 1892 que le conseil municipal approuve le projet de construction d'une nouvelle église.
L'ancienne église avait une tour érigée au XIIIe siècle qui fut démolie le 4 mars 1895. En 1895, les travaux de la nouvelle église peuvent commencer, tout en conservant certains vestiges de l'ancienne église qui vont être incorporés au nouvel édifice. La nouvelle église gothique est bâtie entre 1895 et 1897 sur les vestiges des édifices antérieurs. L'évêque (Bischof) Marbach bénit la nouvelle église le 18 août 1897. L'église sera restaurée plusieurs fois, l'intérieur en 1965, l’extérieur en 1995. Le clocher qui domine la plaine est le plus haut entre Strasbourg et Sélestat.

#### Chapelle Saint-Ulrich (XIIesiècle, au lieu-dit du Holzbad)

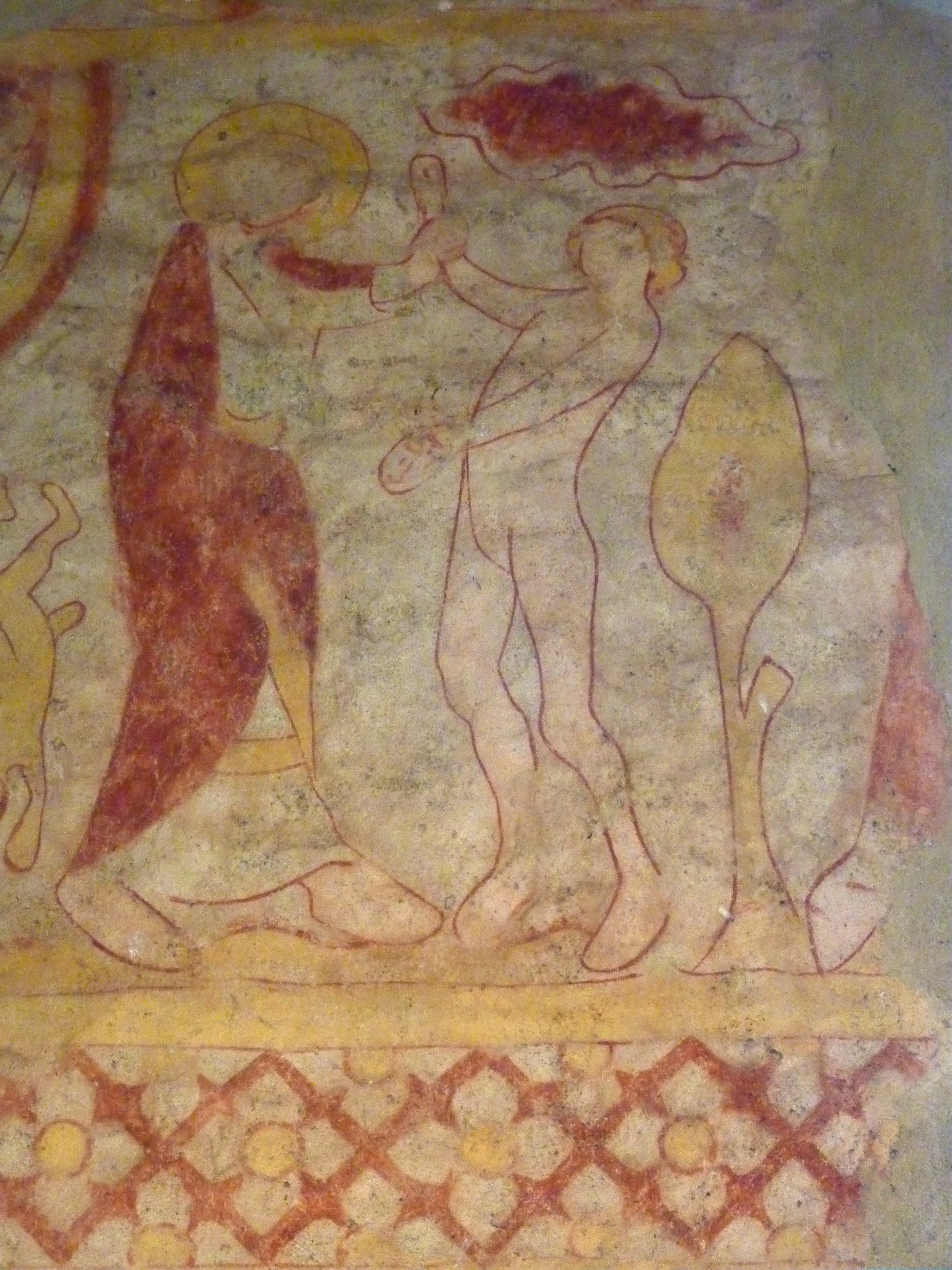
Fresque de la chapelle Saint-Ulrich, la création d'Adam.

À 1 km à l'ouest du village se trouve le lieu-dit de Holtzbach où se trouvait autrefois un bain dont on attribue la découverte à un miracle opéré au Xe siècle par saint Uldaric, en l'honneur duquel les habitants ont élevé au XIIe siècle une chapelle. À l'intérieur de cette chapelle, on découvre une simple nef et un petit chœur qui remontent au XVIIIe siècle, ainsi que de superbes peintures murales du XIVe siècle représentant la création du monde ainsi que des scènes de l'Ancien Testament. Au-dessus de l'entrée, sur le mur du fond, on découvre une fresque représentant le Quatrième Cavalier de l’Apocalyse terrassant la peste noire bubonique qui avait sévi en Alsace durant l'été 1349.
Près de l'endroit, on découvre également une maison des bains, construite là où existait déjà des bains à l'époque romaine. Au cours de la dernière guerre mondiale, la chapelle fut détruite et resta complètement ruinée. En 1975, une équipe de bénévoles prenant l'affaire en mains décida de restaurer la chapelle.

#### Ancienne maison de bains
Les eaux curatives du Holzbad sont exploitées depuis l'époque romaine. D'après la légende, au XIe siècle, saint Ulrich y aurait fait jaillir une source pour étancher sa soif. Cette maison de bains construite pour soigner les calculs, l'arthrite et les perclusions comprend la chaufferie et les cabines de bains, une cuisine, une salle de bains au rez-de-chaussée, une salle et des chambres, et treize chambres dans les combles. Au XVIIIe siècle, 100 à 120 bains sont donnés par jour. Cet établissement a fonctionné jusqu'en 1990.

### Galerie

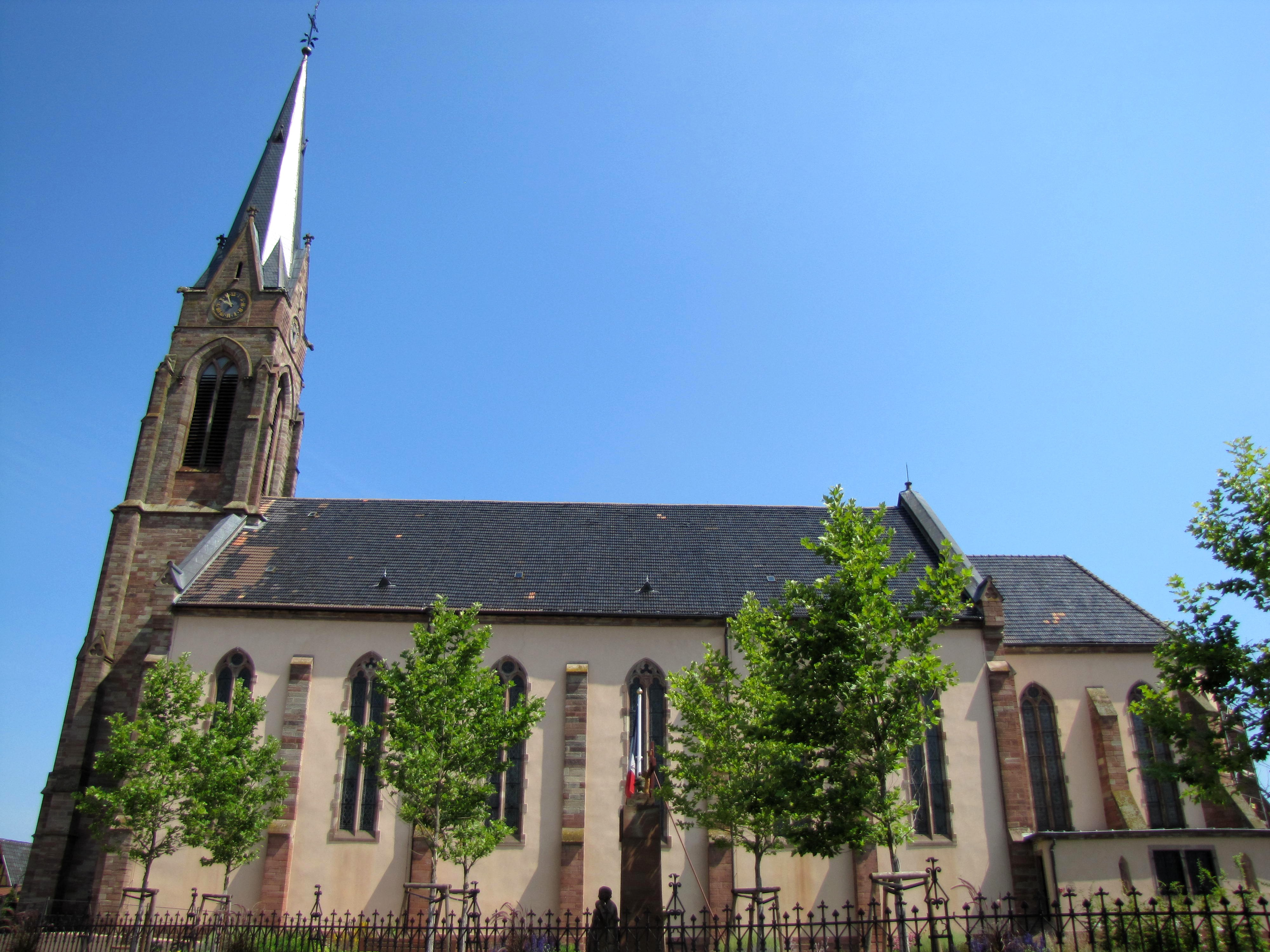
Église Saint-Matthieu.
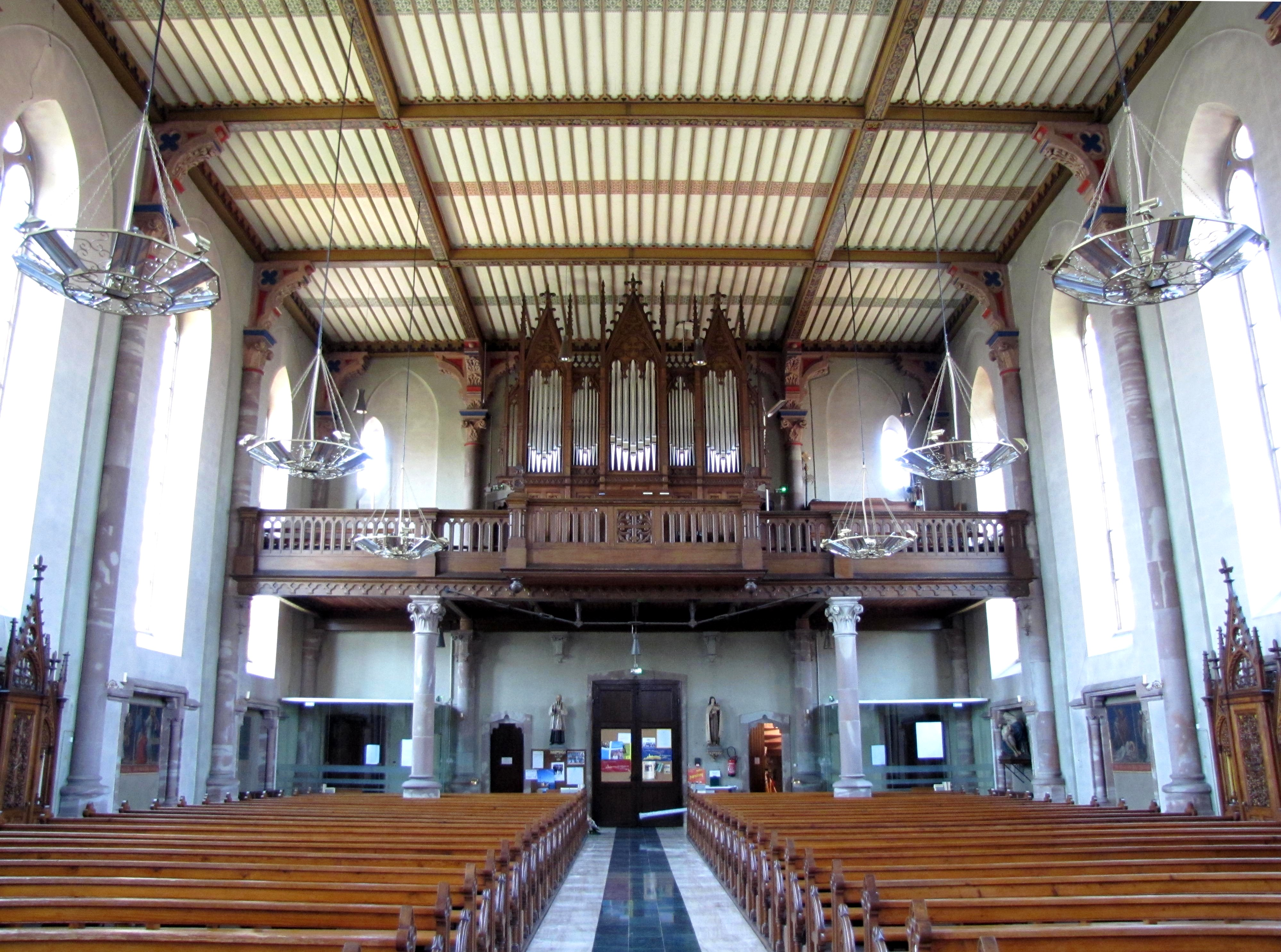
Vue intérieure de la nef vers la tribune de l'orgue Louis Mockers (1831-1896).
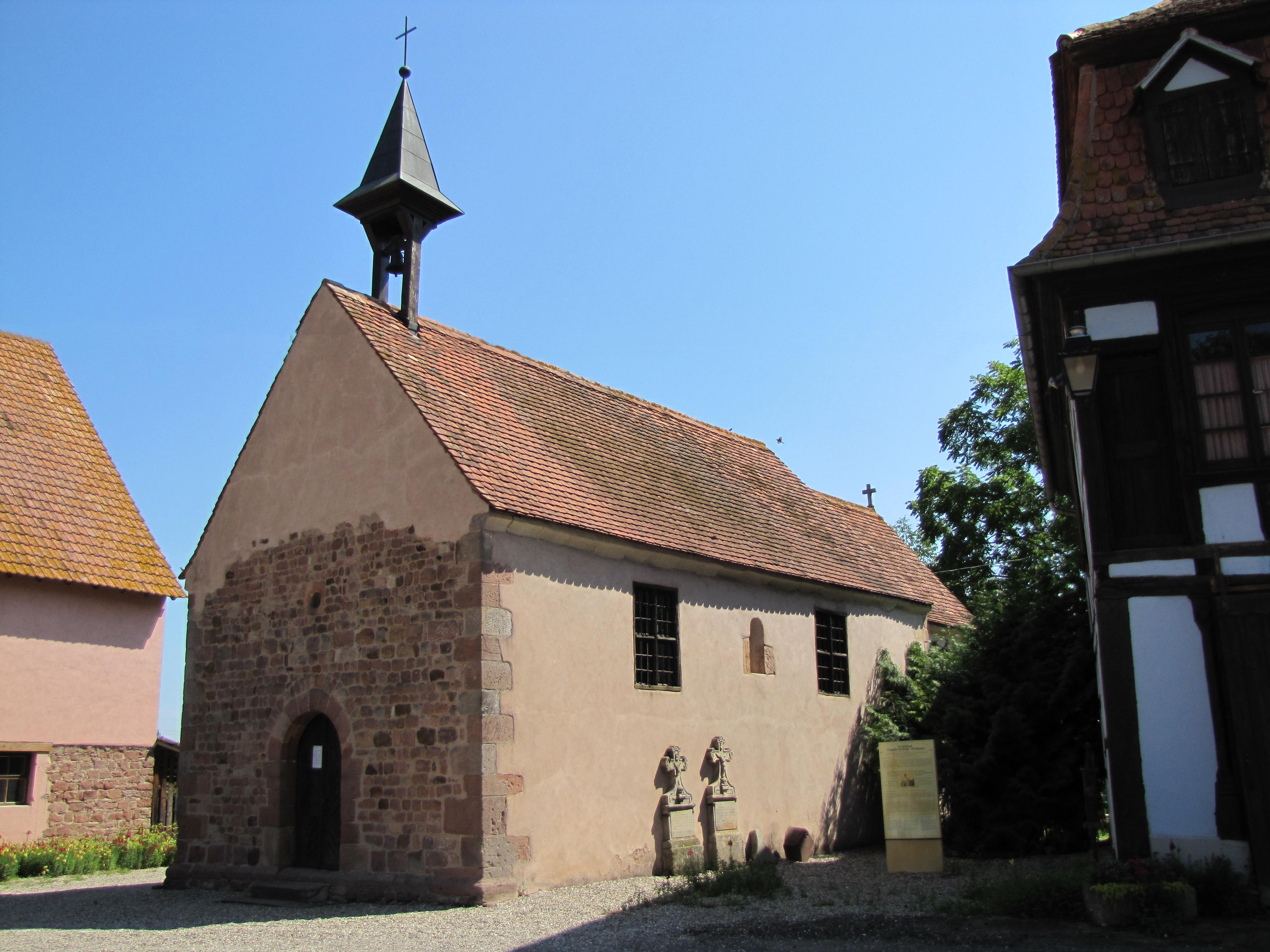
Chapelle Saint-Ulrich.
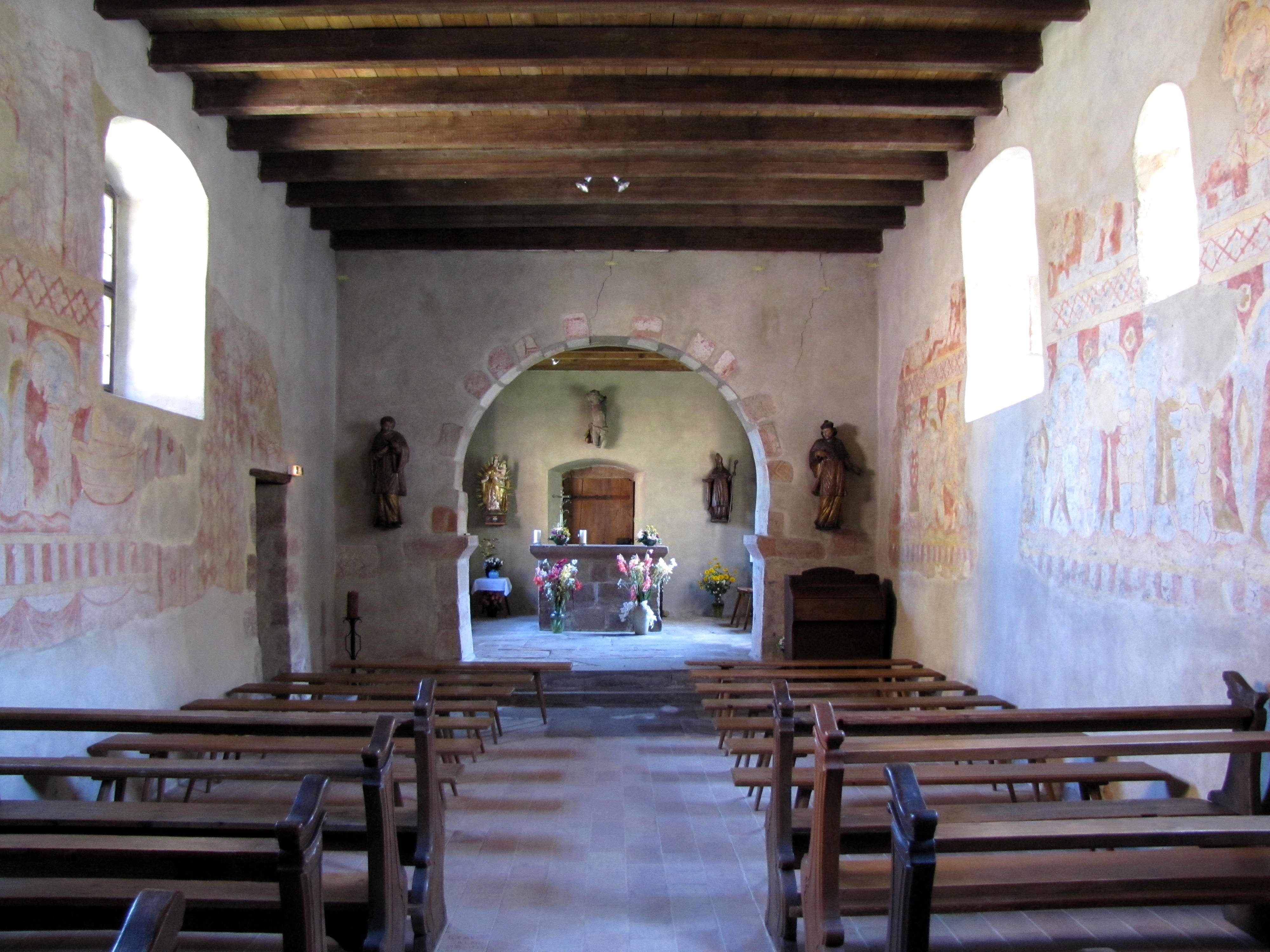
Intérieur de la chapelle.
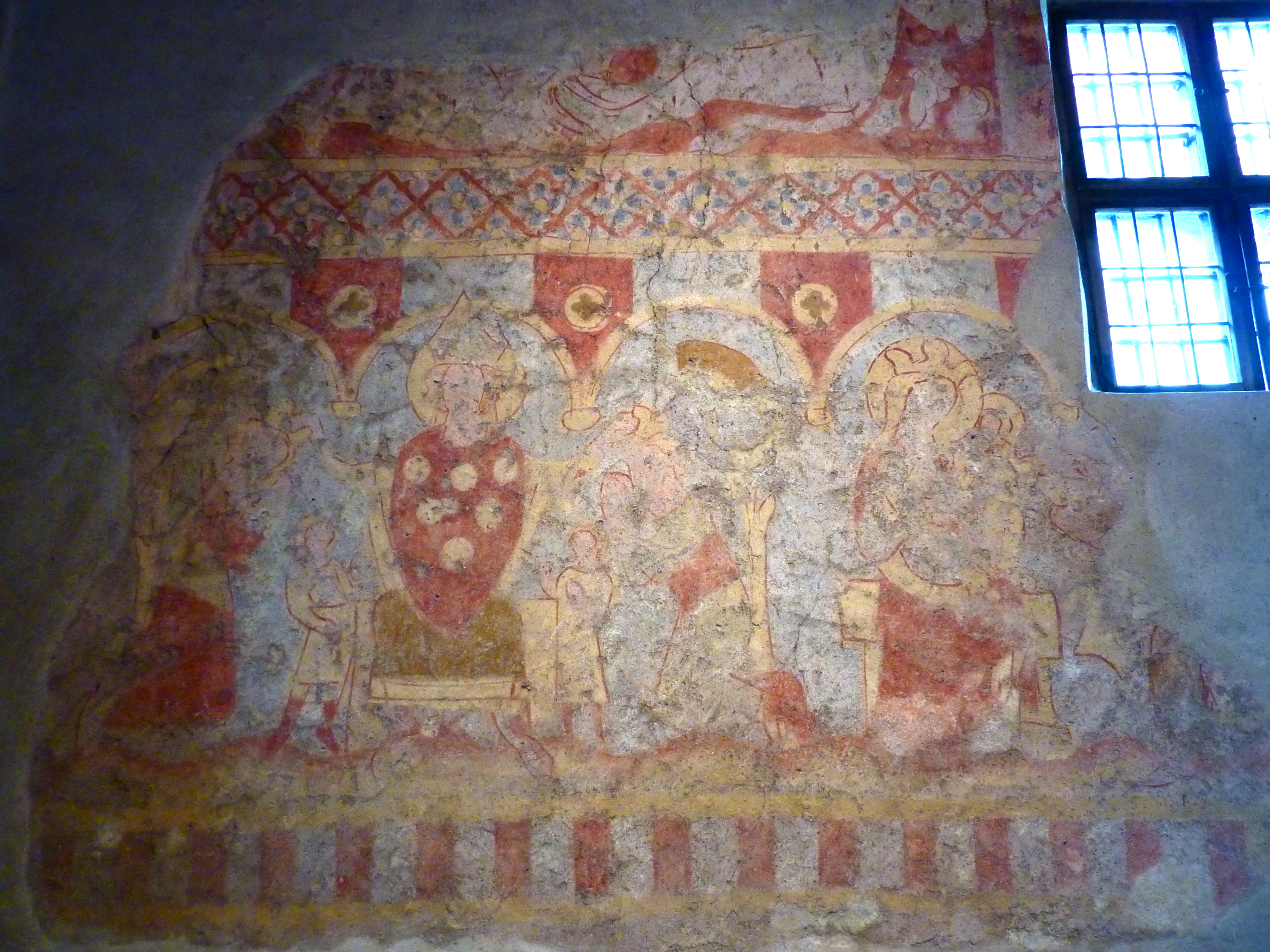
Une des fresques du XIVe de la chapelle.
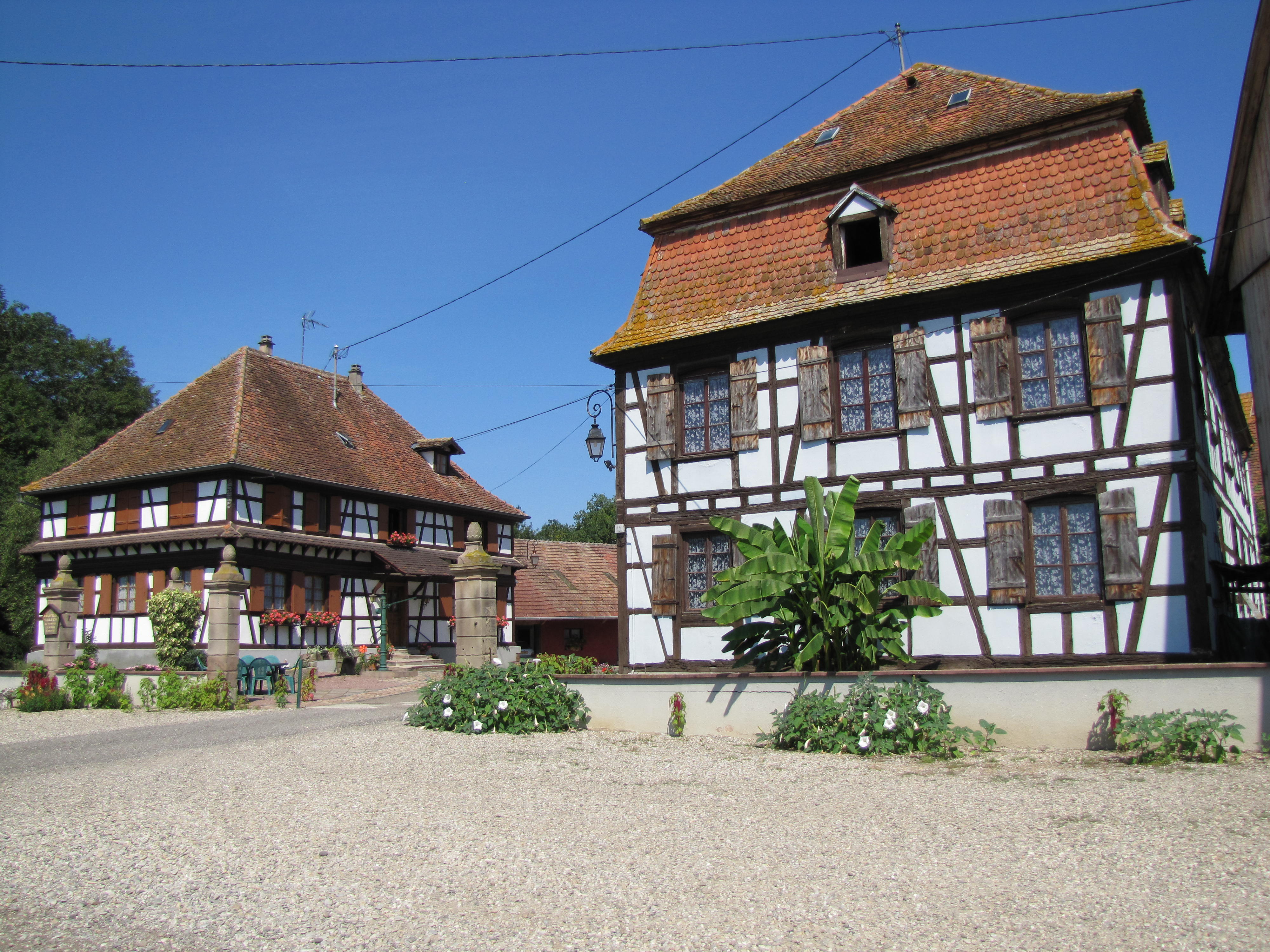
Ferme (1807) de l'ancien établissement de bains Holzbad.

### Personnalités liées à la commune
- Moïse Schuhl, grand-rabbin de Saint-Étienne, Vesoul et Colmar, né à Westhouse le 2 mai 1845.

### Héraldique
| Blason de Westhouse | Blason  | Chevronné et contre-chevronné d'azur et d'or de quatre pièces. |
| Blason de Westhouse | Détails |                                                                |